# Fetha Negest
Le Fetha Negest (Ge'ez: ፍትሐ ነገሥት, Loi des Rois) est la traduction en guèze d'un code juridique rédigé initialement en arabe, vers 1240, par l'écrivain copte égyptien Abul Fada'il Ibn al-'Assal sous le titre de Nomocanon. Il s'agit d'une compilation de textes légaux byzantins. Il est au fondement de toute une tradition juridique en Éthiopie.

## Compilation et contenu
La première partie du Fetha Negest traite principalement des affaires ecclésiastiques, décrivant la structure de la hiérarchie de l'Église, les sacrements et d'autres sujets similaires. Elle a été compilée à partir de la Bible, des écrits des premiers Pères de l'Église, y compris Basile de Césarée et Hippolyte de Rome, ainsi que de divers canons adoptés lors des conciles de Nicée, d'Antioche et d'autres.
La seconde partie, concernant des questions relatives aux laïcs, telles que le droit de la famille, la dette et l'administration civile, s'appuie également sur ces sources, mais est en grande partie attribuée à quatre ouvrages connus sous le nom de Canons des Empereurs (en arabe Qawānīn al-mulūk). Divers chercheurs ont identifié ces ouvrages comme suit :
1. Le Procheiron (également connu sous le nom de Procheiros Nomos), un code de loi byzantin attribué à l'empereur Basile le Macédonien entre 870 et 878 ;
2. La version arabe d'un ouvrage communément appelé le Livre de droit syro-romain (en), initialement écrit en grec vers 480 ;
3. La version arabe de l'Ecloga, un autre code de loi byzantin publié par l'empereur Léon III l'Isaurien et son fils en 726 ;
4. Les Préceptes de l'Ancien Testament, une collection des lois de la Torah accompagnée de commentaires chrétiens.

L'œuvre d'Ibn al-Assal est fortement influencée par le droit romain, ces trois premières sources étant elles-mêmes fortement influencées par le Code justinien et d'autres codes juridiques antérieurs. Initialement intitulée Collection de canons, la version arabe est plus communément connue sous le nom de Nomocanon d'Ibn al-Assal. Elle était destinée aux chrétiens coptes d'Égypte, qui la considéraient comme faisant autorité.

## Utilisation en Éthiopie
Certaines sources historiques affirment que ce code de loi aurait été traduit en guèze et serait arrivé en Éthiopie vers 1450, sous le règne de Zara Yaqob. Toutefois, sa première utilisation documentée en tant que loi suprême du pays remonte à Sarsa Dengel, à partir de 1563. Cette édition en guèze, attribuée à Petros Abda Sayd, constitue une traduction libre de l'original d'Ibn al-Assal, présentant même des divergences significatives à certains endroits où Petros éprouvait manifestement des difficultés avec l'arabe. Les chercheurs ont indiqué que la première section (le droit ecclésiastique) était déjà en usage en Éthiopie avant cette période, dans le cadre du Senodos, et que le titre Fetha Negest, lois des rois, faisait référence à la seconde partie (laïque), qui était nouvelle pour l'Éthiopie.
Le Fetha Negest est resté officiellement la loi suprême en Éthiopie jusqu'en 1931, lorsque l'empereur Haile Selassié promulgue une constitution moderne. Un code pénal entièrement modernisé avait déjà été introduit en 1930. Plus tôt, en 1921, peu après être devenu Régent mais avant d'être couronné empereur, Haïlé Selassié avait ordonné que certaines peines « cruelles et inhabituelles » prévues par le Fetha, telles que l'amputation des mains pour vol, cessent totalement. Toutefois, l'esclavage punitif demeurait une sanction pour des crimes tels que le meurtre, le viol et les dettes impayées. Bien que le Code pénal de 1930 ait remplacé les dispositions criminelles du Fetha Negest, ce dernier document a constitué le point de départ du code, en plus de plusieurs nouveaux codes pénaux